# HYDE LIVE 2019 ANTI FINAL
『HYDE LIVE 2019 ANTI FINAL』（ハイド ライヴ にせんじゅうきゅう アンチ ファイナル）は、日本のロックバンド・L'Arc〜en〜Ciel、VAMPSのボーカリストで、シンガーソングライターであるHYDEのライヴビデオ。2020年7月29日発売。発売元はVirgin Music。

## 解説
ライヴビデオ『HYDE ACOUSTIC CONCERT 2019 黑ミサ BIRTHDAY -WAKAYAMA-』以来約半年ぶり4作目となる映像作品のリリース。
本作品は、2019年5月に発表した4枚目のアルバム『ANTI』を引っ提げ、同年12月7日・8日に幕張メッセ国際展示場4-6ホールで開催したライヴ「HYDE LIVE 2019 ANTI FINAL」の最終日公演の模様を収録したライヴビデオである。
HYDEは2018年以降の活動で、ライヴで栄える激しいロックサウンドを目指した楽曲制作を進めてきたこともあり、本作に収録された公演では観客がフロアでダイブやサークルモッシュを自然発生的に起こす盛り上がりをみせており、『ANTI』プロジェクトの集大成に位置付けられるライヴとなった。HYDEは公演後に受けたインタビューの中で「バンドメンバーもお客さんも、なかなかいいカオスを生み出してるなと。自分としてもいいライブをしたと思います」とライヴを述懐している。また、HYDEは本作について「この作品には、ソロに返り咲いてからの集大成を収録したかったんです。去年リリースした『ANTI』というアルバムはライブへの招待状でしかなくて、ライブで初めて作品が完結するものだと考えていたし」と語っている。
なお、本作に収録された公演を含み、HYDEが2019年に日本国内外で行った一連のライヴツアー「HYDE LIVE 2019」では、漫画『AKIRA』と映画『ブレードランナー』の世界観を混合した架空都市「NEO TOKYO」をステージセットとして組んでいる。ちなみに両作品とも1980年代の作品であるが、物語の舞台が2019年であることから、HYDEがこのツアーのステージ演出に採り入れたという背景がある。
フィジカルはBlu-ray Disc及びDVDの2形態で発売され、Blu-ray版は初回限定盤（2BD）と通常盤（BD）の2形態、DVD版は通常盤（DVD）の1形態でリリースされた。初回限定盤には、2019年3月27日から始まったライヴツアー「HYDE LIVE 2019 ASIA」の他、春秋二度に渡って開催された全米ツアー「HYDE LIVE 2019 US」から日本で開催されたツアーのラストまで、自身最多となる計80公演に及んだツアーの裏側が詰め込まれた50分超えのドキュメンタリー映像などが収録されたBlu-rayが付属されている。
また、ジャケット写真には、漫画『AKIRA』に登場する「NEO TOKYO」などをモチーフにした、アルバム『ANTI』に至るまでに構想を描いたステージセットが映し出されている。そして、このステージセットの中でゲリラライヴを敢行するHYDEが、観客を率いている様子が描かれている。

## 収録曲
1. WHO'S GONNA SAVE US
2. AFTER LIGHT
3. FAKE DIVINE
4. INSIDE OF ME
5. DEVIL SIDE
6. TWO FACE
7. SET IN STONE
8. ZIPANG
9. OUT
10. MAD QUALIA
11. SICK
12. DON'T HOLD BACK
13. LION
14. ANOTHER MOMENT
15. MIDNIGHT CELEBRATION II
16. DUALITY
17. AHEAD
18. GLAMOROUS SKY
19. ORDINARY WORLD

## 初回限定盤付属Blu-ray Disc
HYDE LIVE 2019 Documentary
2019年3月から日本以外のアジアの都市で開催したライヴツアー「HYDE LIVE 2019 ASIA」の他、アメリカで開催したライヴツアー「HYDE LIVE 2019 US」、そして日本でのツアーのラストまでを含んだ、HYDE史上最多公演の80本にも及んだワールドツアー「HYDE LIVE 2019」の裏側を詰め込んだ50分超えのドキュメンタリー映像に加え、公演本番直前の集合写真を収めたフォトギャラリーが収録されている。